# Спенсер, Марк (инженер)
Марк Спенсер (англ. Mark Spencer; род. 8 апреля 1977, Оберн, Алабама) — компьютерный инженер, первый автор GTK+ клиента обмена мгновенными сообщениями Gaim (позже переименованного в Pidgin) и L2TP демона l2tpd.
Марк Спенсер также является создателем Asterisk, реализации IP телефонной станции на базе GNU/Linux и открытого кода.

## Биография
После окончания университета он основал компанию технической поддержки, связанной с GNU/Linux. Марк не имел достаточно денег, чтобы купить классическую АТС для его компании, поэтому он решил написать Asterisk, и позже основал компанию Digium.